# Sahastata ashapuriae
Sahastata ashapuriae is een spinnensoort in de taxonomische indeling van de spleetwevers (Filistatidae).
Het dier behoort tot het geslacht Sahastata. De wetenschappelijke naam van de soort werd voor het eerst geldig gepubliceerd in 1978 door Patel.